# Catch the Ghost
Catch the Ghost (유령을 잡아라?, Yuryeong-eul jab-araLR) è un drama coreano trasmesso su tvN dal 21 ottobre al 10 dicembre 2019.

## Trama
In seguito alla misteriosa scomparsa della sorella, Yoo-ryeong ha deciso di entrare in polizia. Con l'aiuto di Ji-seok, un altro agente con cui fa coppia, si ritrova a dover riaprire quel capitolo della sua vita, dato che l'assassino seriale che sta cercando di fermare – soprannominato "Fantasma della metropolitana" – sembra essere proprio colui che ha ucciso sua sorella.